# Медаль «За отличие в военной службе» (ФАПСИ)
Меда́ль «За отли́чие в вое́нной слу́жбе» — ведомственная медаль Федерального агентства правительственной связи и информации при Президенте Российской Федерации, учреждённая приказом ФАПСИ РФ от 22 мая 1996 года. В связи с упразднением ФАПСИ 1 июля 2003 года, награждение данной медалью прекращено.

## Правила награждения
Согласно Положению, медалью «За отличие в военной службе» награждались военнослужащие федеральных органов Правительственной связи и информации за добросовестную военную службу и имеющие соответствующую выслугу лет в календарном исчислении.
Медаль состоит из трёх степеней:
- I степени — для награждения военнослужащих, проходящих военную службу не менее 20 лет;
- II степени — для награждения военнослужащих, проходящих военную службу не менее 15 лет;
- III степени — для награждения военнослужащих, проходящих военную службу не менее 10 лет.

Высшей степенью медали является I степень. Награждение медалью производилось последовательно, от низшей степени к высшей, причём награждение медалью более высокой степени не допускалось без награждения медалью предыдущей степени, исключение составляли военнослужащие, ранее награждённые медалью «За безупречную службу» в Вооружённых Силах СССР или КГБ СССР 2-й и 3-й степени.

## Описание медали
Медаль I степени изготавливалась из нейзильбера, II степени — из латуни, III степени — из латуни, покрытой эмалью; имеет форму круга диаметром 32 мм с выпуклым бортиком с обеих сторон. На лицевой стороне медали в центре — рельефное изображение щита на фоне перекрещенных мечей, крыльев и якоря; в центре щита помещена римская цифра, обозначающая степень медали, — I, II или III; в нижней части — по кругу рельефная надпись: «ЗА ОТЛИЧИЕ В ВОЕННОЙ СЛУЖБЕ». На оборотной стороне медали в центре — рельефная надпись: «ФАПСИ»; в верхней части — рельефное изображение развевающейся ленты; в нижней части — рельефное изображение лавровых ветвей.
Медаль при помощи ушка и кольца соединяется с пятиугольной колодкой, обтянутой шёлковой муаровой лентой шириной 24 мм. Вдоль краёв ленты голубые полосы шириной 5 мм; посередине — равновеликие зелёные полосы, разделённые между собой красной полосой шириной 5 мм.